# By Choice or Chance
By Choice or Chance is een documentaire van Marijn Poels, opgenomen in Hanoi, Vietnam in september 2012. De productie ging op 8 maart 2013, Internationale Vrouwendag, in 33 verschillende landen in première.
De film werd geproduceerd door producent Peter J. de Vries.

## Synopsis
De documentaire volgt drie alleenstaande moeders in de Vietnamese hoofdstad Hanoi. Ondanks het taboe dat er rust op een gezin zonder vader, kiezen deze vrouwen uit de middenklasse  ervoor om alleen verder te gaan, uit liefde voor hun kinderen.  
Deze documentaire geeft een beeld van een traditionele cultuur waarin de man de pilaar is waar het gezin op steunt. Het is veelal niet geaccepteerd dat je een alleenstaande moeder bent in de Vietnamese cultuur en ouders schamen zich als de dochter de keuze daarvoor maakt.
Het verhaal laat zien dat er een generatie moeders opkomt voor hun rechten en op diplomatieke wijze een cultuurverandering proberen neer te zetten.